# مولود عيبود
مولود عيبود (27 فبراير 1953 في الجزائر) هو لاعب كرة قدم جزائري دولي سابق، ولد في بني دوالة في ولاية تيزي وزو الجزائرية. أصبح فيما بعد مدربا للمنتخب الوطني للشباب، ومساعدا للمدرب، ثم نائبا للمدرب، ورئيس نادي شبيبة القبائل.
يعتبر اللاعب الأكثر مشاركة في تاريخ شبيبة القبايل حيث لعب 470 مباراة وأيضًا اللاعب الأكثر مشاركة في تاريخ البطولة الجزائرية بـ 424 مباراة. فاز بما مجموعه 15 لقبا مع شبيبة القبايل (11 كلاعب، واثنان كمدرب مساعد، واثنان كنائب للرئيس).
في عام 1973، أصبح لاعبًا جزائريًا دوليًا حين اختاره المدرب الروماني دوميترو ماكري. شارك في خمس مباريات دولية مع المنتخب الجزائري بين عامي 1973 و1975.